# 63e cérémonie des New York Film Critics Circle Awards
La 63e cérémonie des New York Film Critics Circle Awards, décernés par le New York Film Critics Circle, a eu lieu le 4 janvier 1998, et a récompensé les films réalisés dans l'année précédente.

## Palmarès

### Meilleur film
- L.A. Confidential (film)
  - De beaux lendemains (The Sweet Hereafter)
  - Titanic

### Meilleur réalisateur
- Curtis Hanson pour L.A. Confidential
  - Atom Egoyan pour De beaux lendemains (The Sweet Hereafter)

### Meilleur acteur
- Peter Fonda pour le rôle de Ulee Jackson dans L'Or de la vie (Ulee's Gold)
  - Ian Holm pour le rôle de Mitchell Stephens dans De beaux lendemains (The Sweet Hereafter)
  - Robert Duvall pour le rôle de Euliss F. 'Sonny' Dewey dans Le Prédicateur (The Apostle)

### Meilleure actrice
- Julie Christie pour le rôle de Phyllis Mann dans L'Amour... et après (Afterglow)
  - Helena Bonham Carter pour le rôle de Kate Croy dans Les Ailes de la colombe (The Wings of the Dove)
  - Judi Dench pour le rôle de la reine Victoria dans La Dame de Windsor (Mrs. Brown)

### Meilleur acteur dans un second rôle
- Burt Reynolds pour le rôle de Jack Horner dans Boogie Nights

### Meilleure actrice dans un second rôle
- Joan Cusack pour le rôle de Emily Montgomery dans In and Out

### Meilleur scénario
- L.A. Confidential – Curtis Hanson et Brian Helgeland

### Meilleure photographie
- Kundun – Roger Deakins

### Meilleur film en langue étrangère
- Ponette •  France
  - Shall We Dance? (Shall we ダンス?) •  Japon
  - Underground •  Yougoslavie
  - Ma vie en rose •  Belgique

### Meilleur premier film
- Neil LaBute pour En compagnie des hommes (In the Company of Men)

### Meilleur documentaire
- Fast, Cheap and Out of Control